# Кулуш Пустошь
Кулуш Пустошь — деревня в Мамадышском районе Татарстана. Входит в состав Омарского сельского поселения.

## География
Находится в центральной части Татарстана на расстоянии приблизительно 16 км на юг-юго-запад по прямой от районного центра города Мамадыш у речки Пакшинка.

## История
Известна с 1619 года.

## Население
Постоянных жителей было: в 1782 — 11 душ мужского пола, в 1859—207, в 1897—269, в 1908—396, в 1920—282, в 1926—285, в 1938—203, в 1949—176, в 1958 — 88, в 1970 — 96, в 1979 — 82, в 1989 — 19, в 2002 году 10 (русские 100 %), в 2010 году 9, в 2023 году 1.